# Monumento a Prešeren
El Monumento a Prešeren (en esloveno: Prešernov spomenik) También conocida como "Estatua de Prešeren en Liubliana", es una estatua historicista tardía de bronce del poeta nacional esloveno France Prešeren localizada en la ciudad de Liubliana, capital del país europeo de Eslovenia. Se encuentra en el lado oriental de la plaza Prešeren, frente a la Farmacia Central de Liubliana. Es uno de los mejores y más conocidos monumentos de Eslovenia. 
Los costos de todo el monumento estuvieron en alrededor de 71.000 coronas, obtenidos principalmente gracias a mujeres eslovenas y diversas sociedades.
El monumento fue inaugurado solemnemente el 10 de septiembre de 1905. Más de 20 000 personas estuvieron presentes. El discurso ceremonial fue leído por Ivan Tavčar.